# Carlos Benaim
Carlos Benaim (Tangeri, ...) è un profumiere marocchino, vicepresidente della International Flavors and Fragrances.
Figlio di un farmacista, ha studiato ingegneria in Francia, presso la Ecole Nationale Superieure de Chimie, per poi entrare nel 1967 in un programma di formazione della International Flavors and Fragrances. In questo periodo, lavorando al fianco di personaggi come Ernest Shiftan e Bernard Chant, sviluppa la propria passione per la profumeria.
Nel corso della sua carriera ha creato numerose fragranze di grande successo internazionale per varie case di moda. Si possono citare Euphoria per Calvin Klein, Armani Code per Giorgio Armani e CK IN2U per Calvin Klein. Nel 2004 ha ricevuto il riconoscimento alla carriera dalla American Society of Perfumers.
Insieme a sua moglie Darel M. Benaim, Benaim è anche presidente della fondazione ISEF, che si occupa di fornire borse di studio ai giovani israeliani.

## Principali profumi creati[4]
A Lab on Fire
- Liquidnight (2012)

Aramis
- Cool Blend (2010)

Avon + Christian Lacroix
- Nuit de Christian Lacroix for Women (2011)

Bvlgari
- Jasmin Noir (2008, con Sophie Labbé)

Cacharel
- Amor Amor Delight (2010, con Anne Flipo & Veronique Nyberg)
- Promesse (2005, with Sophie Labbé)

Calvin Klein
- CK IN2U Her (2007, con Loc Dong)
- Contradiction (con Pierre Wargnye)
- Eternity for men (1989)
- Euphoria (2005, con Dominique Ropion & Loc Dong)

Carolina Herrera
- Aqua (2005)
- Carolina (2003, con Clement Gavarry)
- Carolina Herrera (1988)
- Chic Men (2004, with Jean Marc Chaillan)

Chloé
- Collection 2005 (con Clement Gavarry)

Christian Dior
- Pure Poison (2004, con Dominique Ropion & Olivier Polge)

Coty
- La Voce by Renee Fleming (2008)

Elizabeth Arden
- Provocative Interlude (2006, conLoc Dong)
- Violet Eyes (2010)
- White Diamonds(1991)

Giorgio Armani
- Armani Code (2006, con Dominique Ropion & Olivier Polge)
- Emporio Armani

Givenchy
- Very Irresistible (con Sophie Labbe & Dominique Ropion)

Halston
- Halston Man (2009)
- Halston Woman (2009)

Helena Rubinstein
- Wanted (2009, con Dominique Ropion)

Liz Claiborne
- Mambo Men (2001)

Loewe
- Aire Loco (2009, con Yves Cassar)
- Quizas, Quizas, Quizas (2007, con Emilio Valeros)

Mariah Carey
- Luscious Pink (2008, con Loc Dong)
- M by Mariah Carey (2007, con Loc Dong)

Nina Ricci
- Premier Jour (2001, con Sophie Labbé)

Prada
- Prada Eau de Parfum (2004, con Clement & Max Gavarry)
- Prada Tendre (2006, con Clement Gavarry)

Ralph Lauren
- Polo (1978)
- Polo Blue (2002, con Christophe Laudamiel)
- Polo Modern Reserve (2008)

Sean John
- I am King (2008, con Loc Dong, Jean Marc Chaillan & Laurent Le Guernec)

S-Perfume
- Himiko (2014)
- Musk S (2014)

Viktor & Rolf
- Eau Mega (2009, con Olivier Polge)
- Flowerbomb (2005, con Olivier Polge & Domitille Bertier)

Yves Saint Laurent
- L'Homme Libre (2011)

Zara
- Woman